# Steffeshausen
Steffeshausen (en luxembourgeois : Stiewëssen) est un village de la commune belge de Burg-Reuland situé en Communauté germanophone de Belgique et Région wallonne dans la province de Liège.
Avant la fusion des communes de 1977, Steffeshausen faisait partie de la commune de Reuland.
Le village compte 122 habitants.

## Situation
Steffeshausen se trouve sur la rive gauche et le versant oriental de l'Our. Le village de Weweler est implanté sur le versant opposé tandis que celui d'Auel se situe sur le même versant que Steffeshausen mais plus en amont.

## Patrimoine
Le petit village de Steffeshausen a la particularité de posséder deux églises et deux chapelles :
- L'église du village est dédiée à Saint Pierre. La tour datant à l'origine du XIIe siècle et du XIIIe siècle abrite le chœur. La nef de trois travées a été reconstruite en 1776[3].
- Dans le bas du village, se trouve l'église du Sacré-Cœur de Jésus de style contemporain érigée à l'initiative de l'abbé Paul Schoonbroodt, un prêtre catholique traditionaliste sédévacantiste.

Dans la vallée de l'Our, sous le village de Steffeshausen et près de l'ancienne gare de Reuland, se trouve une carrière comprenant un gisement de fossiles du Dévonien. Dans cette période du paléozoïque, la région était recouverte par une mer peu profonde.

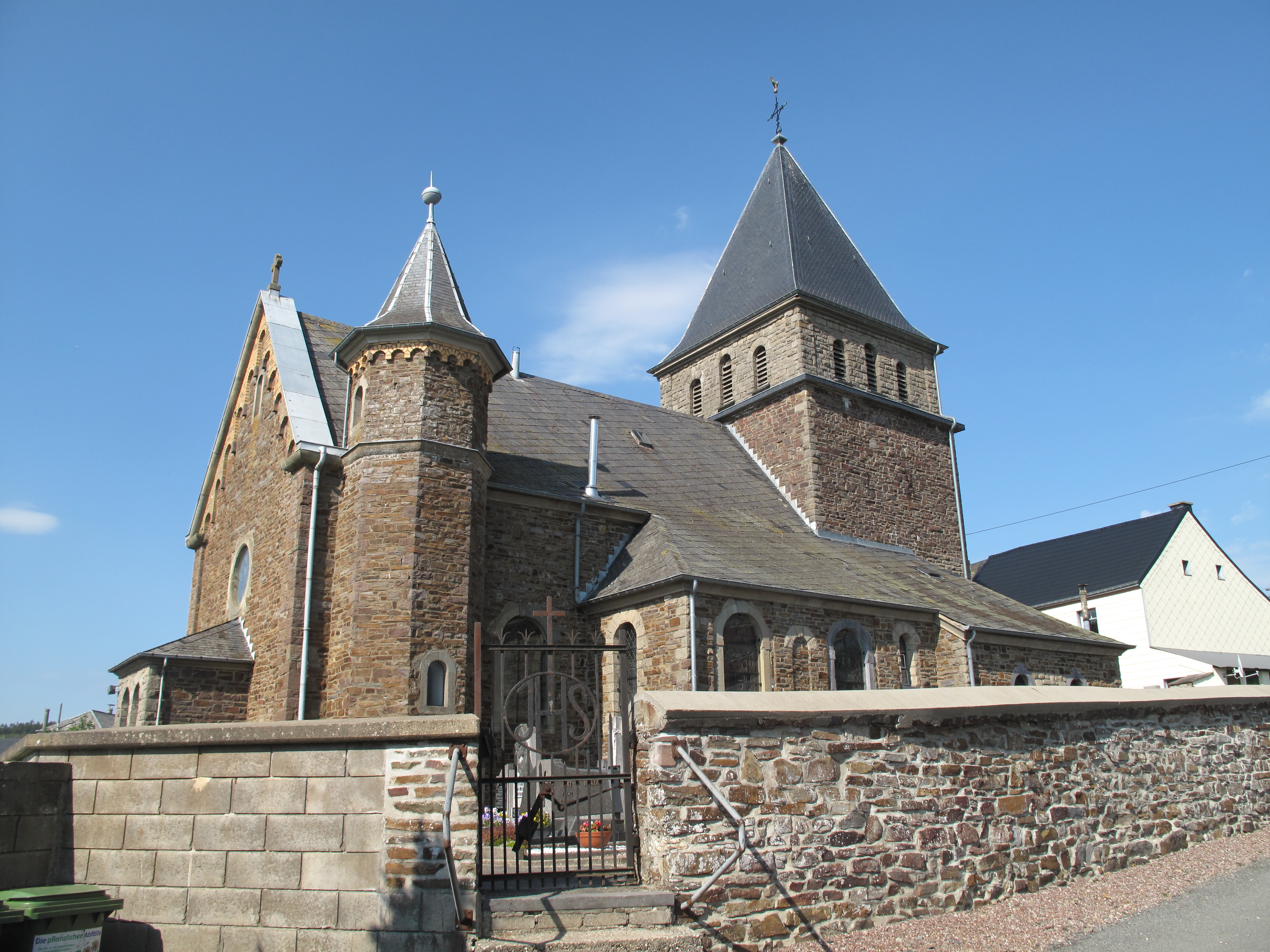
L'église Saint Pierre
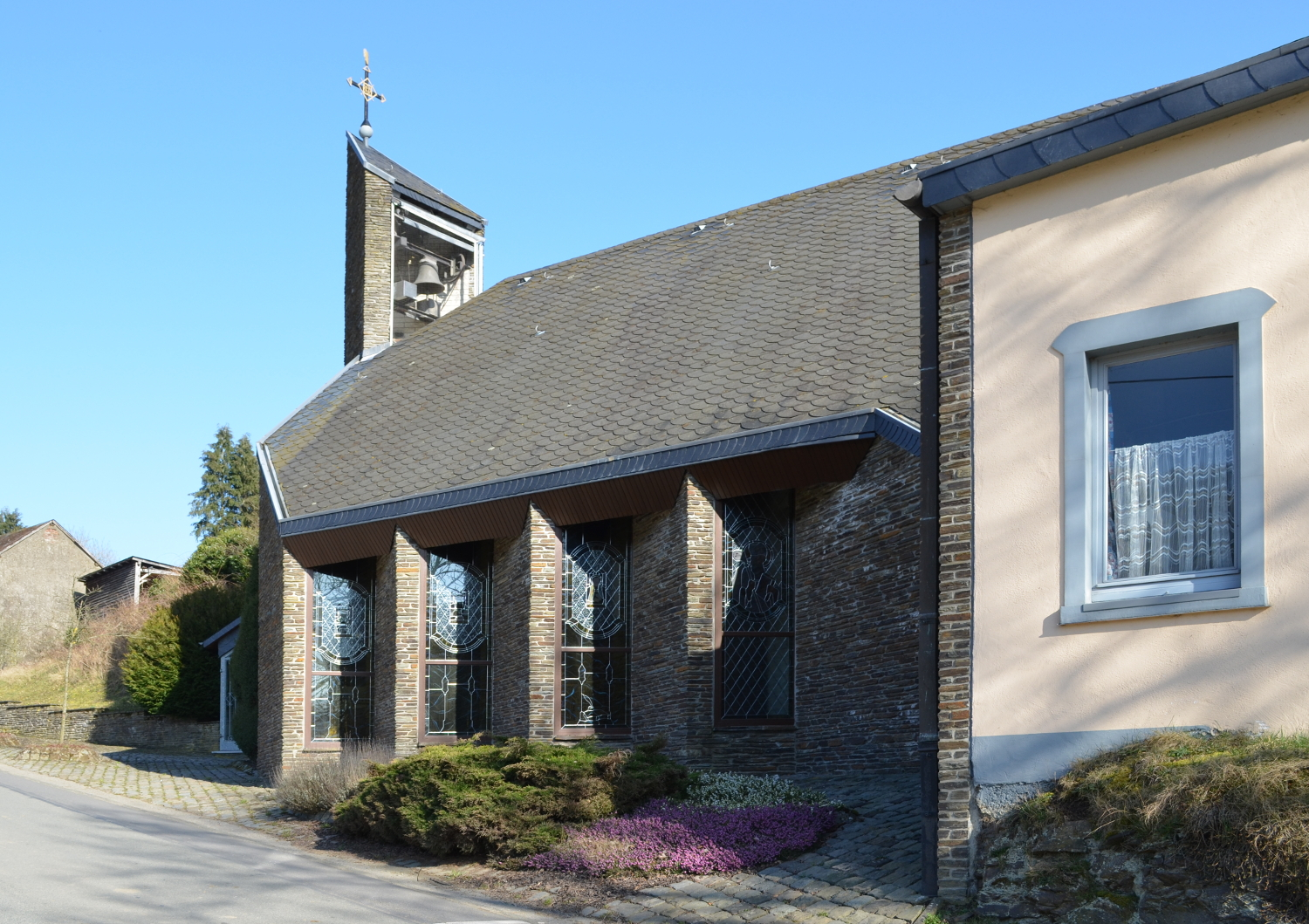
L'église du Sacré-Cœur de Jésus

## Personnalité liée au village
- L'abbé Paul Schoonbroodt (1933-2012), curé du village.